# Oksana Zbrožek
Oksana Stanislavovna Zbrožek (rusko Оксана Станиславовна Зброжек), ruska atletinja, * 12. januar 1978, Sovjetska zveza.
Ni nastopila na poletnih olimpijskih igrah. Na evropskih dvoranskih prvenstvih je v teku na 800 m osvojila naslov prvakinje leta 2007 in podprvakinje leta 2009.